# Biblioteca Militar Pritzker
La biblioteca Militar Pritzker es una biblioteca de investigación para el estudio de la historia militar en Chicago, Illinois, Estados Unidos. Fue fundada en 2003 por Jennifer Pritzker. Originalmente ubicada en el barrio Streeterville, la biblioteca ahora reside en el 104 S. Michigan Avenue, en el barrio Chicago Loop.

## Colección
La colección de la Biblioteca Militar Pritzker asciende a más de 68 000 artículos, e incluye más de 40 000 libros, así como revistas, vídeos, ilustraciones, pósteres, y más de 9000 fotografías y negativos de vidrio sobre la Guerra Civil Americana y la Guerra Española-Americana a través de nuestros días cartas. También se encuentran diarios de los soldados estadounidenses, y una colección considerable en relación con Winston Churchill. la colección está abierta a los miembros del público, pero es necesario ser miembro para consultar en la biblioteca.